# Jan Schröter
Jan Schröter (* 20. September 1958 in Hamburg) ist ein deutscher Autor und Journalist. Er verfasst hauptsächlich Drehbücher, Reiseführer und Kriminalliteratur.

## Leben
Nach einem Studium der Sonderpädagogik und Germanistik eröffnete Schröter eine Buchhandlung. Außerdem arbeitete er regelmäßig für den Hamburger Privatrundfunksender OK Radio als Texter und Moderator einer Reisesendung. Ab 1988 war er als freier Journalist und Kolumnist tätig. Unter anderem verfasste er Kolumnen für das Deutsche Allgemeine Sonntagsblatt. Er rezensierte Reiseführer und schrieb Kurzkrimis für Publikumszeitschriften. Bei Edition Temmen erschien ab 1992 eine Reihe illustrierter Reisehandbücher von ihm, in denen er norddeutsche Tourismusziele wie Fehmarn, Wangerooge und Borkum vorstellte. Der Polyglott-Verlag brachte einen Rügen-Reiseführer von ihm heraus. Schröter schrieb außerdem Drehbücher für verschiedene deutsche Fernsehproduktionen wie das Großstadtrevier.
Im Bereich Belletristik begann Schröter mit Kriminalgeschichten und -romanen. Sein Debütroman Engel fallen tiefer, in dem ein Hamburger Langzeitstudent nach einer verschwundenen Kommilitonin sucht, erschien 1994 im  Verlag Hamburger Klönschnack. 2008 publizierte Schröter weitere Krimiromane wie Der Rikschamann bei Edition Temmen sowie den Kurz-Krimi-Band Nur mal kurz ... und schon ist es vorbei. Seit 2012 veröffentlichte er drei Romane im Taschenbuchprogramm von Droemer Knaur. Zuletzt erschien dort Rettungsringe über eine Gruppe Mittfünfziger, die ihre Abifahrt in Form einer Paddeltour auf der Weser nachholen. Der Norderstedter Lokalteil des Hamburger Abendblatts enthält seit 2012 seine samstags erscheinende Kolumne Schröters Wochenschau.
Schröter lebt in Wrist, Schleswig-Holstein.

## Werke (Auswahl)
- Eimsbüttel im Wandel in alten und neuen Bildern. mit Katharina Marut-Schröter. Medien-Verlag Schubert, Hamburg 1992, ISBN 3-9802319-9-2.
- Engel fallen tiefer. Verl. Hamburger Klönschnack, Hamburg 1994, ISBN 3-9803863-1-7.
- Großstadtrevier. Wachgeküsst. vgs, Köln 2003, ISBN 3-8025-3229-5.
- Nur mal kurz ... schon ist es vorbei : 75 morddeutsche Krimis. Edition Temmen, Bremen 2008, ISBN 978-3-86108-970-4.
- Der Rikschamann. Edition Temmen, Bremen 2008, ISBN 978-3-86108-989-6.
- Freundschaftsdienste.  Edition Temmen, Bremen 2009, ISBN 978-3-8378-7003-9.
- Rügen. mit Peter Höh, Polyglott-Verlag, München 2009, ISBN 978-3-493-55648-3.
- Mogelpackung. Knaur-Taschenbuch-Verlag, München 2012, ISBN 978-3-426-50939-5.
- Kreisverkehr. Knaur-Taschenbuch-Verlag, München 2013, ISBN 978-3-426-51113-8.
- Rettungsringe. Knaur-Taschenbuch-Verlag, München 2014, ISBN 978-3-426-51487-0.
- Borkum. Edition Temmen, Bremen 2015,  ISBN 978-3-86108-416-7.
- Kurz... und gut! (CD). Edition Temmen, Bremen 2015, ISBN 978-3-8378-6015-3.